# Baudouin Vanderhulst
Baudouin Vanderhulst  (*  1944) ist ein belgischer Botschafter a. D.

## Leben
Baudouin Vanderhulst wurde zum Doktor der Rechtswissenschaften promoviert und trat 1977 in den auswärtigen Dienst. Er war in Den Haag, Kigali, Lima und Caracas. Als Botschafter war er 1994 in Beirut, von 1999  bis 6. August 2002 in Yaoundé, Kamerun, von 6. August 2002 bis 2004 in Caracas, Venezuela und 2004 bis 5. Juni 2008 in Algier.
| Vorgänger                                                                                  | Amt                                                             | Nachfolger                                                                                                  |
| ------------------------------------------------------------------------------------------ | --------------------------------------------------------------- | --- |
| Alexandre Paternotte de la Vaillée                                                         | belgischer Botschafter in Beirut 1992                           | Denis Banneel                                                                                               |
| —                                                                                          | belgischer Botschafter in Yaoundé, Kamerun 1999–1921. Juni 2001 | 21. Juni 2001: Guido Sonck 27. September 2004: Michel Dewez 15. April 2008: Michel Tilemans                 |
| 1998: Ronald De Langhe :1999: Baron André de Viron 26. Dezember 1998: Baron André de Viron | belgischer Botschafter in Caracas 6. August 2002–2004           | 9. Oktober 2008 bis 5. Juli 2010 (Januar 2011): Leopold Carrewyn (* 1946) 4. Juni 2010: Jean-Paul Warnimont |
| Philippe Colyn                                                                             | belgischer Botschafter in Algier 2004 – 5. Juni 2008            | — |